# Académie vétérinaire de France
La Société de Médecine vétérinaire et de Médecine comparée est créée en 1844 par un groupe de vétérinaires parisiens, dont Urbain Leblanc, Hamon et Villate. Leur journal est La Clinique. Peu après, vingt vétérinaires parisiens fondent une seconde société : la Société Vétérinaire du Département de la Seine qui deviendra le 21 novembre la Société Centrale de Médecine Vétérinaire en fusionnant avec la première en 1848.
Elle sera reconnue d'utilité publique le 16 avril 1878.
Par décret du 12 janvier 1928, Gaston Doumergue, Président de la République transforme la Société en Académie Vétérinaire de France, dont les membres seront dorénavant élus avec ratification par décret du Président de la République, rendu sur proposition du Ministre de l'Agriculture.
L'académie peut se saisir de question d'actualité, rendre des avis et faire des propositions.

## Fonctionnement
Les séances sont publiques, sauf les Assemblées générales et les réunions concernant les sujets internes (statuts, élections, par exemple) qui sont limitées aux membres ayant le droit de vote (émérites et titulaires).
Les séances (excepté modifications liées aux circonstances, vacances, jours fériés…) ont lieu en principe les premiers et troisièmes jeudis du mois (sauf du 1er juillet au 30 septembre), à 14 h généralement dans les locaux de l'Académie nationale de chirurgie, 15 rue de l'École-de-Médecine à Paris.
Certaines séances se déroulent en commun  avec l’Académie nationale de médecine, avec l'Académie d'agriculture de France, ainsi qu'avec le Groupe de concertation des académies des sciences de la Vie.

## Liste des présidents
Liste énumérée jusqu'en 2017 par l'Académie Vétérinaire de France,.
- 2001 : Jean-Pierre Bornet ;
- 2002 : Josée Vaissaire ;
- 2003 : Michel Lapras ;
- 2004 : Pierre Larvor ;
- 2005 : Jean-Paul Rousseau ;
- 2006 : Jean Blancou ;
- 2007 : Jean-Louis Guenet ;
- 2008 : Claude Milhaud ;
- 2009 : Francis Desbrosse ;
- 2010 : Henri Brugere ;
- 2011 : Pierre Royer ;
- 2012 : Jeanne Brugere Picoud ;
- 2013 : Michel Thibier ;
- 2014 : Jean Kahn ;
- 2015 : Christian Dumon ;
- 2016 : Hervé Bazin ;
- 2017 : Patrick Le Bail ;
- 2018 : Eric Plateau ;
- 2019 : René Houin ;
- 2020 : Jean-Luc Angot ;
- 2021 : Jean-Pierre Jégou.
- 2022 : André Jestin
- 2023 : Jean Roch Gaillet
- 2024 : Didier Boussarie
- 2025 : Jean Derégnaucourt